# Mark VI
O Mark VI foi um tanque pesado projetado durante a Primeira Guerra Mundial pelo Reino Unido.